# Wiesław Chmielarski
Wiesław Jan Chmielarski (ur. 8 lutego 1937 w Kuźniczce, zm. 18 września 2022 w Wolsztynie) – polski polityk, ekonomista, poseł Sejm X kadencji (1989–1991).

## Życiorys
Syn Antoniego i Marianny. Ukończył w 1958 studia w Wyższej Szkole Ekonomicznej we Wrocławiu. Pracę w zawodzie rozpoczął w Przedsiębiorstwie Skupu Owoców i Warzyw w Wieluniu. W latach 1958–1973 pracował jako nauczyciel, a następnie zastępca dyrektora Zespołu Szkół Ekonomicznych w Głogowie. W 1971 został dyplomowanym biegłym księgowym. Od 1973 pracował w Głogowskim Przedsiębiorstwie Budowlanym, początkowo jako zastępca dyrektora ds. ekonomicznych, a od 1976 jako dyrektor tego przedsiębiorstwa.
W 1974 wstąpił do Polskiej Zjednoczonej Partii Robotniczej. W 1989 został wybrany na posła na Sejm kontraktowy w okręgu lubińskim. W trakcie kadencji wstąpił do Parlamentarnego Klubu Lewicy Demokratycznej, zasiadał w Komisji Polityki Przestrzennej, Budowlanej i Mieszkaniowej oraz w Komisji Systemu Gospodarczego, Przemysłu i Budownictwa. Od lat 90. działał w samorządem terytorialnym, w latach 2002–2006 zasiadał w radzie powiatu głogowskiego. W wyborach samorządowych w 2006 bez powodzenia ubiegał się o reelekcję. Był związany z Sojuszem Lewicy Demokratycznej.
W 1984 odznaczony Złotym Krzyżem Zasługi.
Został pochowany w Głogowie.